# Rafik Halliche
Rafik Halliche (Arabisch: رفيق حليش; Algiers, 2 september 1986) is een Algerijns voormalig voetballer die doorgaans speelde als centrale verdediger. Tussen 2005 en 2020 was hij actief voor Hussein Dey, Benfica, Nacional, Fulham, Académica, Qatar SC, Estoril en Moreirense. Halliche maakte in 2008 zijn debuut in het Algerijns voetbalelftal en kwam uiteindelijk tot eenenveertig interlandoptredens.

## Clubcarrière
Halliche speelde bij Hussein Dey in zijn vaderland Algerije. In januari 2008 waren de Franse clubs AJ Auxerre en Valenciennes geïnteresseerd in zijn diensten, maar hij ondertekende op 30 januari een verbintenis bij Benfica, wat hem direct verhuurde aan competitiegenoot Nacional. Op 16 augustus 2010 verkaste de verdediger naar Fulham, dat circa tweeënhalf miljoen euro betaalde voor zijn diensten. Hij speelde weinig in Engeland en na twee jaar keerde hij terug naar Portugal, waar hij ging spelen voor Académica Coimbra. In augustus 2014 tekende Halliche een contract bij Qatar SC, waar hij op 22 augustus tegen Lekhwiya SC zijn debuut maakte (5–0 nederlaag). Na drie jaar keerde de Algerijn terug naar Portugal, waar Estoril zijn nieuwe werkgever werd. Halliche speelde één jaar bij Estoril, waarna hij voor twee seizoenen tekende bij Moreirense. Na afloop van dit contract verliet Halliche Moreirense. Hierop besloot de Algerijn een punt te zetten achter zijn actieve loopbaan.

## Interlandcarrière
Halliche maakte op 31 mei 2008 zijn debuut in het Algerijns voetbalelftal, toen er met 1–0 verloren werd van Senegal. De verdediger moest van bondscoach Rabah Saâdane op de bank beginnen en viel in de tweede helft in voor Anthar Yahia. Hij zat tevens in de selectie van de Algerijnen voor het WK 2010 in Zuid-Afrika. Halliche speelde alle drie de wedstrijden van Algerije mee. Het team kwam niet verder dan de groepsfase. Op 2 juni werd Halliche door bondscoach Vahid Halilhodžić opgenomen in de selectie voor het WK 2014 in Brazilië. Hij speelde alle wedstrijden van zijn land op het toernooi, waaronder de verloren achtste finale tegen Duitsland (2–1 na verlenging).

## Erelijst
| Afrikaans kampioenschap | 1 | 2019 |